# Liste von Sakralbauten in Much

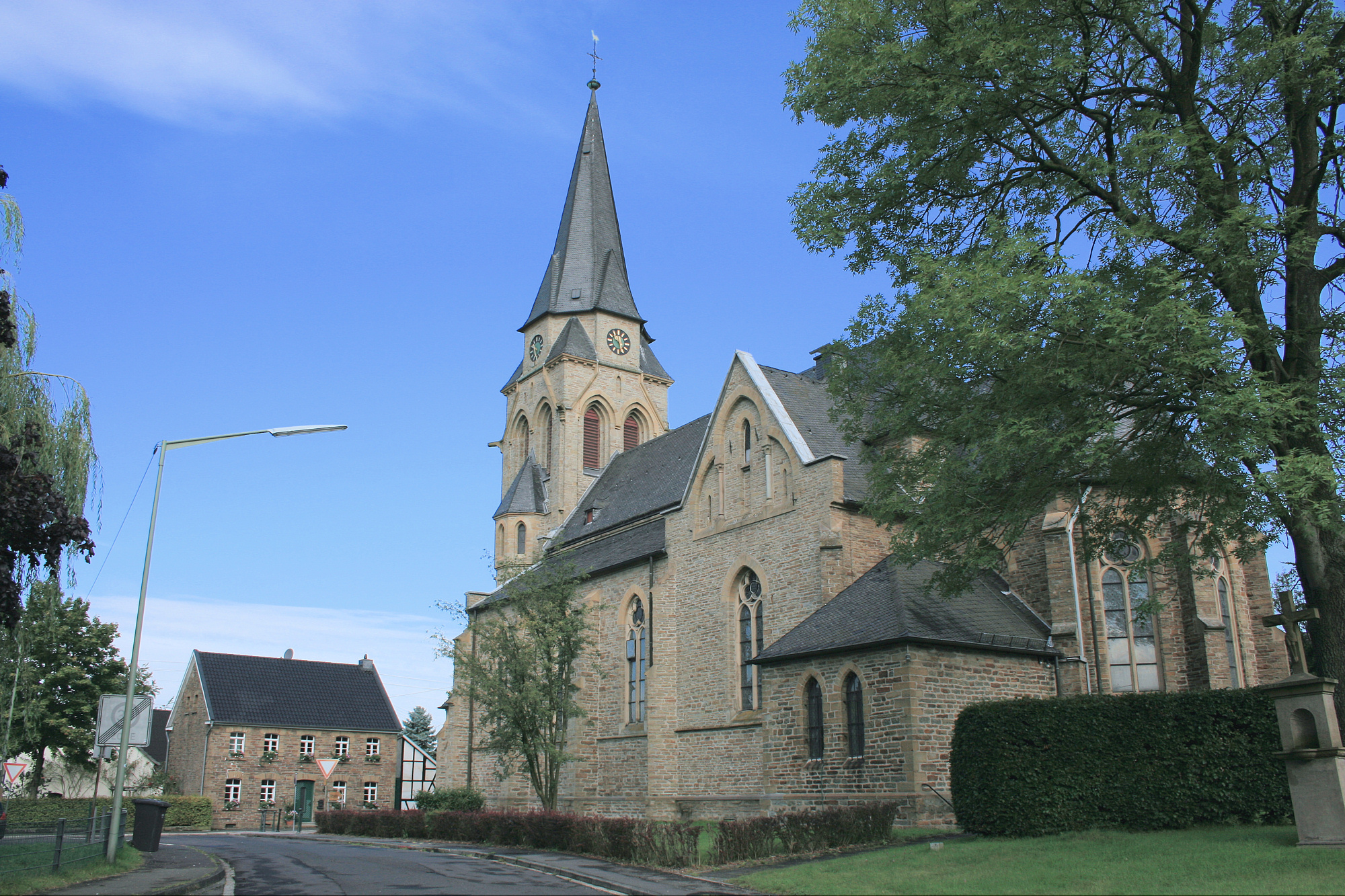
St. Mariä Himmelfahrt

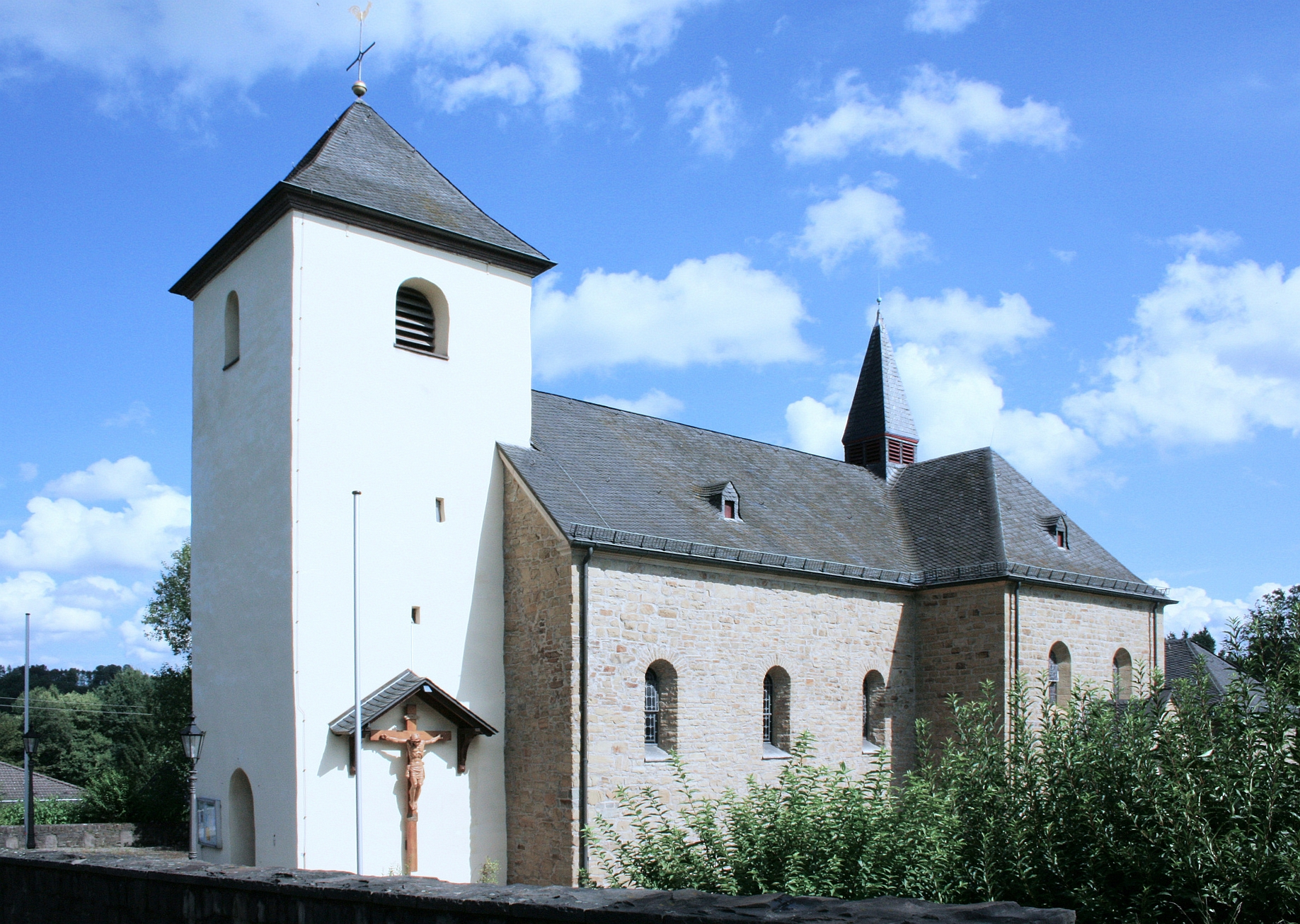
Die Kirche St. Johann Baptist ist die vermutlich älteste in Much

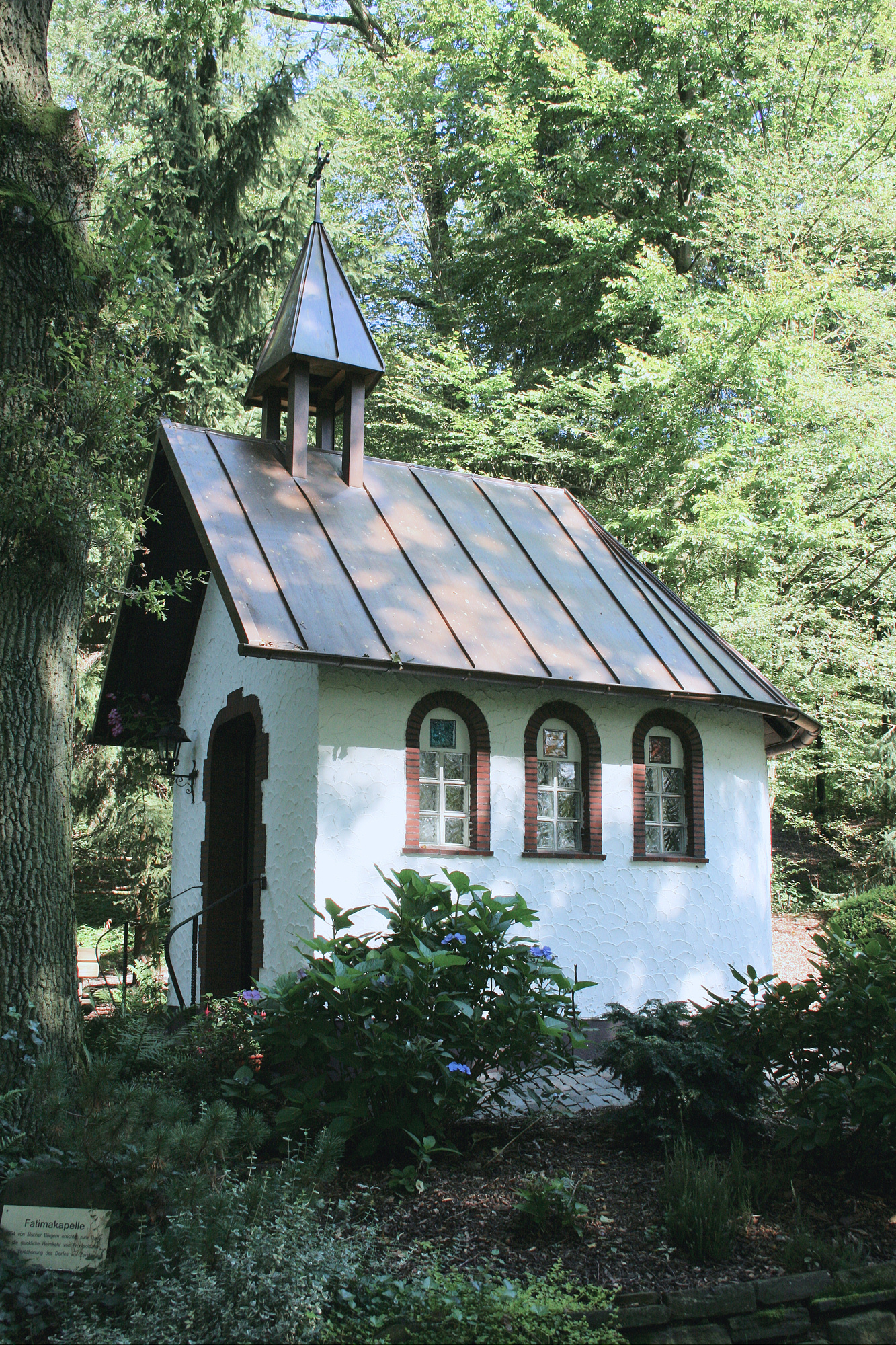
Die Fatima-Kapelle

Die Liste von Sakralbauten in Much zeigt Gotteshäuser in der Gemeinde Much auf.

## Kirchen

### Römisch-Katholische Kirchen
- St. Martinus (Much)
- St. Mariä Himmelfahrt in Marienfeld
- St. Johann Baptist in Kreuzkapelle
- St. Petrus Canisius in Wellerscheid
- St. Josef in Hetzenholz

### Evangelische Kirche
- Evangelische Kirche Much

### Freikirchen
- Neuapostolische Kirche Much
- Tempel der Zeugen Jehovas in Much-Wersch

## Kapellen
- Germanakapelle bei Wersch
- Kapelle zur schmerzhaften Mutter Gottes in Oberdreisbach
- Fatima-Kapelle in Much fatimakapelle-much.de
- Kapelle Maria in der Not bei Hohr
- Marien-Kapelle in Hevinghausen
- Kapelle Tillinghausen – mit solarbetriebenem Anschlagwerk zur vollen Stunde
- Kapelle Herchenrath
- Isidor-Kapelle in Huven
- Kapelle Weeg
- Marienkapelle in Neverdorf